# Dülmen
Dülmen (pronunciación en alemán: /ˈdʏlmən/ⓘ) es un municipio en el distrito de Coesfeld, Renania del Norte-Westfalia, Alemania. Está localizado en la parte sur del área de Münsterland, entre el río Lippe al sur, las colinas Baumberge al norte y el río Ems al este. La parte sur se encuentra en la región del Ruhr.

## Divisiones
Después de las reformas del gobierno local de 1975 el municipio se compone de siete subdivisiones: Dülmen, Kirchspiel, Buldern, Hausdülmen, Hiddingsel, Merfeld y Rorup.
Merfeld fue mencionado por primera vez en 890. Se convirtió en parte de Dülmen en 1975. Es conocido por los ponis de Dülmen. 

## Hermanamientos
Dülmen está hermanada con:
- Fehrbellin (Alemania)
- Charleville-Mézières (Francia)